# Mundaneum

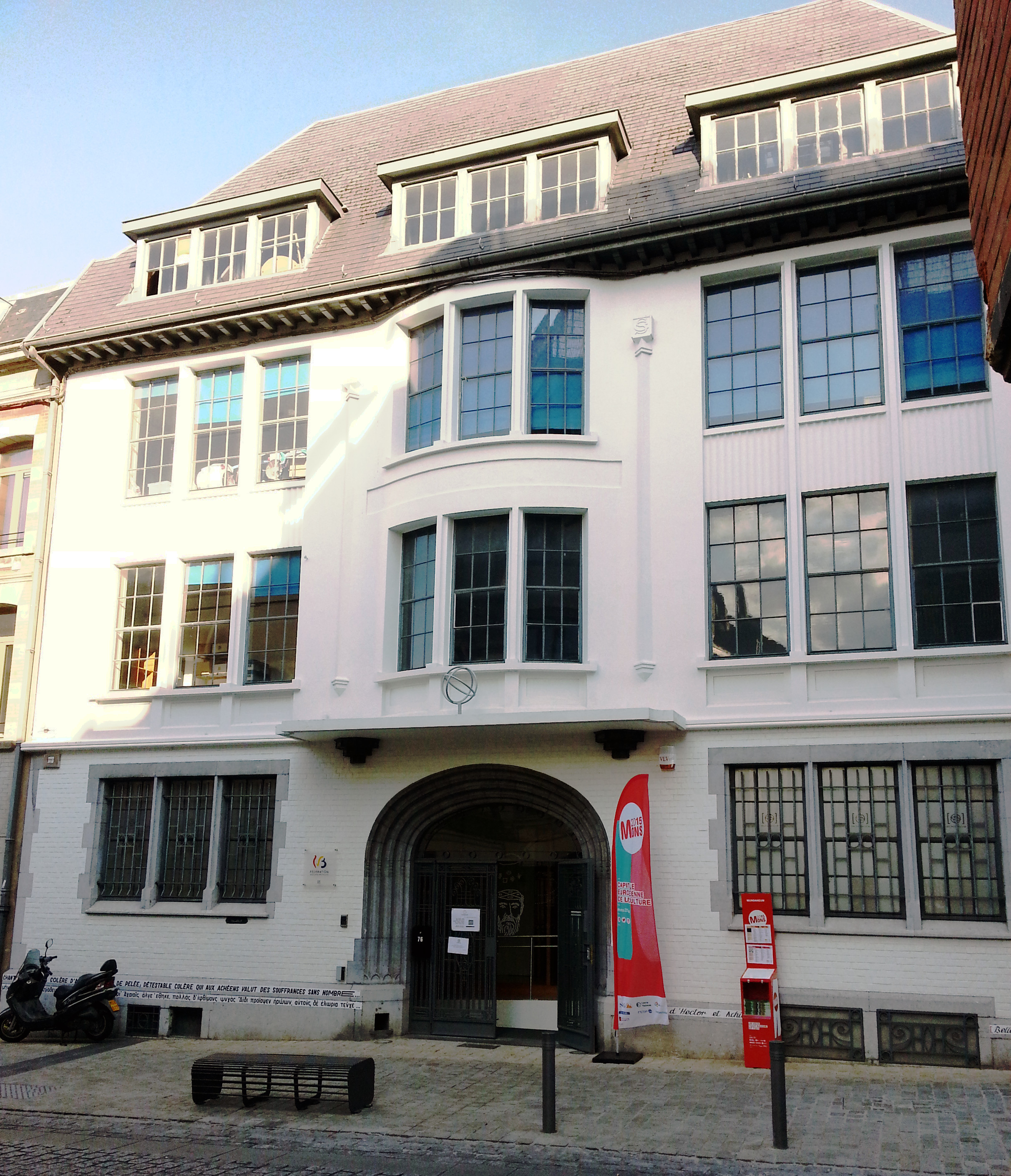
Entrada actual del Mundaneum, en Mons.

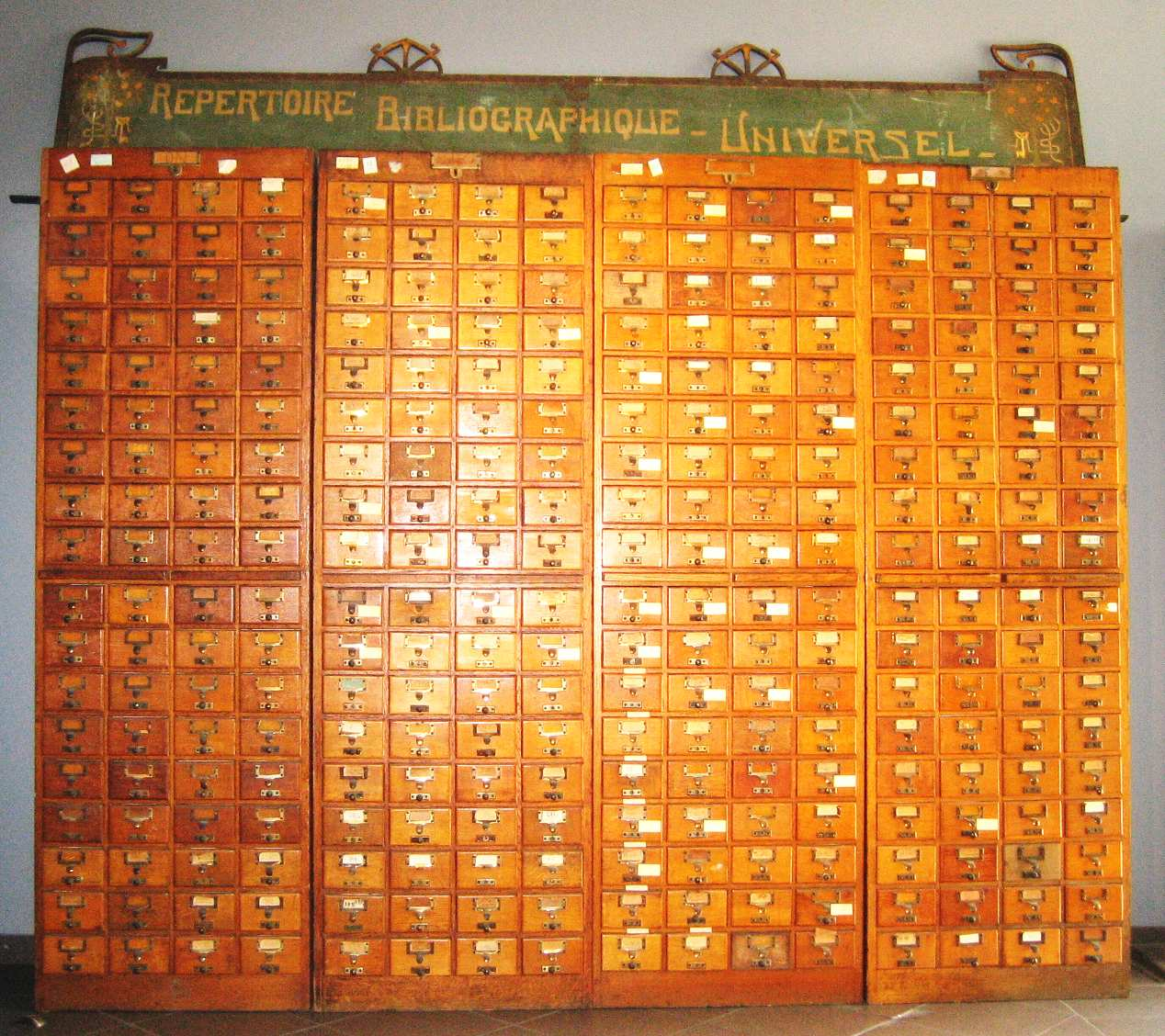
Cajones de fichas bibliográficas del Sistema Bibliográfico Universal del Mundaneum, en su sede actual de Mons.

El Mundaneum  es una organización belga sin ánimo de lucro con sede en la ciudad de Mons, que gestiona un espacio de exposición, un sitio web y un archivo que celebran el legado del proyecto Mundaneum original, establecido por Paul Otlet y Henri La Fontaine a principios del siglo XX.
En sus comienzos, entre 1920 y 1934, el Mundaneum estaba situado en el Palacio del Cincuentenario de Bruselas y poseía dieciséis salas didácticas, un repertorio bibliográfico formado por doce millones de fichas y un museo de la prensa con 200.000 especímenes de periódicos de todo el mundo, que estaba basado en las colecciones constituidas entre 1895 y 1914.

## Historia
El Mundaneum fue creado en 1910 por los abogados Paul Otlet y Henri La Fontaine. Ambos estaban convencidos de que el conocimiento podría facilitar la paz en el mundo. La Fontaine era secretario de Edmond Picard, y había publicado en 1889 un texto llamado Essai de bibliographie de la paix (ensayo de bibliografía de la paz).
Cuando trabajaba para Picard, La Fontaine conoció al joven aprendiz Paul Otlet, que estaba destinado a suceder a su padre Édouard Otlet en el mundo de los negocios y de los tranvías. Sin embargo, Otlet soñaba con libros, bibliotecas y colecciones. Otlet está considerado como un  bibliógrafo y uno de los fundadores de lo que actualmente se considera la ciencia de la documentación. 

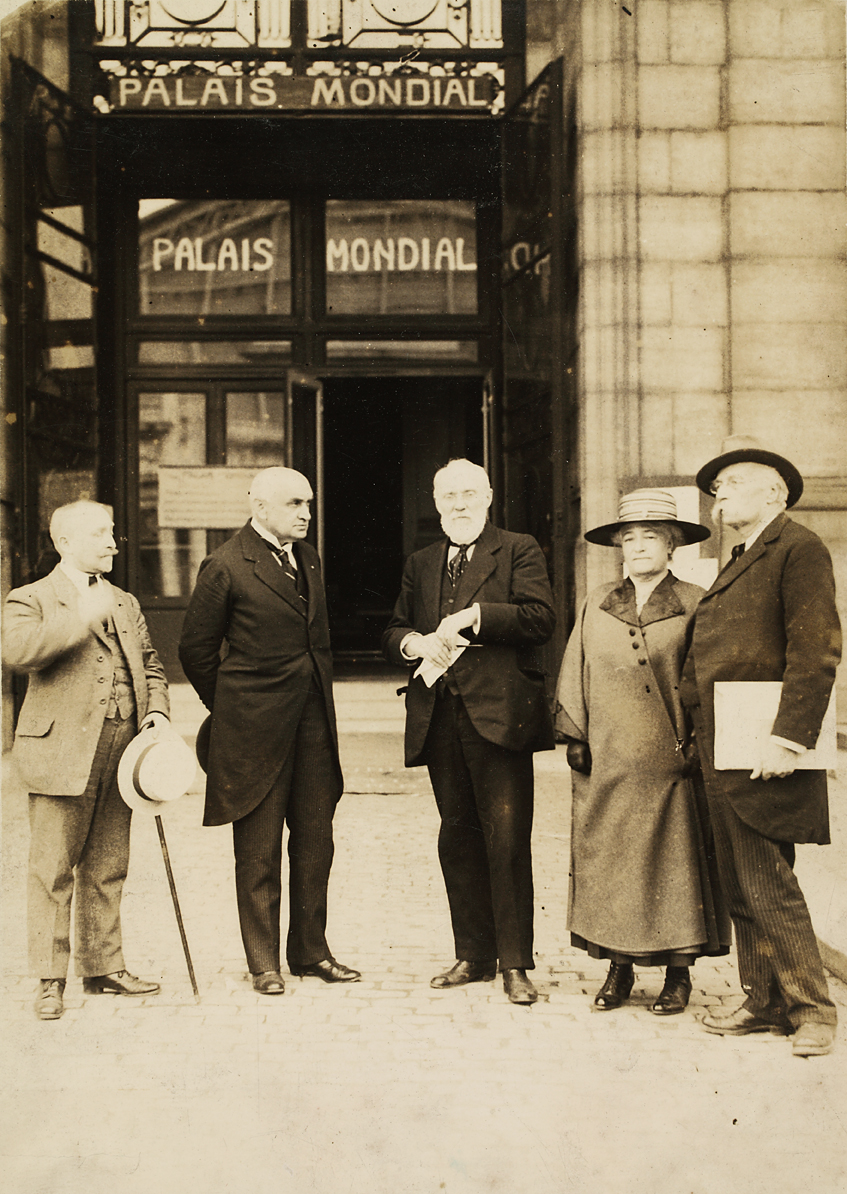
Paul Otlet, Henri La Fontaine y su esposa Mathilde Lhoest delante de las puertas del Palais Mondial (Palacio Mundial) en el Parque del Cincuentenario de Bruselas

El objetivo de otlet era el de crear un archivo de todo el conocimiento disponible en el mundo, clasificado gracias a un gigantesco e innovador sistema llamado Repertorio bibliográfico universal. Sin embargo, debido a la inmensidad de su misión, sus promotores se vieron obligados a privilegiar ciertos dominios, y se limitaron esencialmente a la documentación internacional. En 1920, las primeras colecciones bibliográficas comenzaron a instalarse en el ala izquierda del palacio del Cincuentenario de Bruselas, donde llegaron a ocupar un centenar de salas. Otlet consideraba este proyecto como la pieza central de una nueva "ciudad mundial", y con el tiempo esta pieza central se convirtió en un archivo con más de 12 millones de fichas y documentos. Algunos lo consideran un precursor de Internet y de Wikipedia. El mismo Otlet había soñado que algún día, de alguna manera, toda la información que había recogido pudiera estar al alcance de todo el mundo desde la comodidad de sus propios hogares.
En 1934, las instalaciones del Mundaneum de Bruselas fueron cerradas para liberar el espacio que ocupaban. En la misma época, el filósofo austriaco Otto Neurath, refugiado en Holanda, dirigía un Mundaneum Institute (Instituto Mundaneum) en La Haya, en estrecha colaboración con Paul Otlet. Sin embargo, el proyecto terminó cuando Neurath debió huir a Inglaterra durante la invasión de los Países Bajos. Cuando la Alemania Nazi invadió Bélgica en 1940, el Mundaneum fue reemplazado por una exposición sobre el Tercer Reich, y una parte de sus fondos se perdieron. Las colecciones del Mundaneum fueron desplazadas varias veces a partir de 1941, hasta que fueron instaladas finalmente en el edificio de la independencia de Mons en 1992.

## El proyecto de Le Corbusier para el Mundaneum en Ginebra (1929)

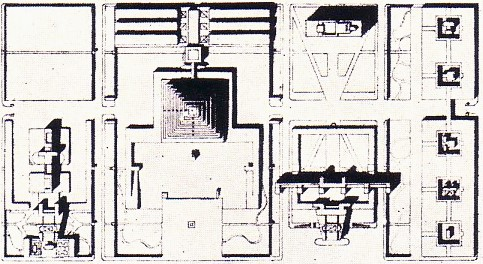
Planta del proyecto del Mundaneum en Ginebra (Le Corbusier, 1928)

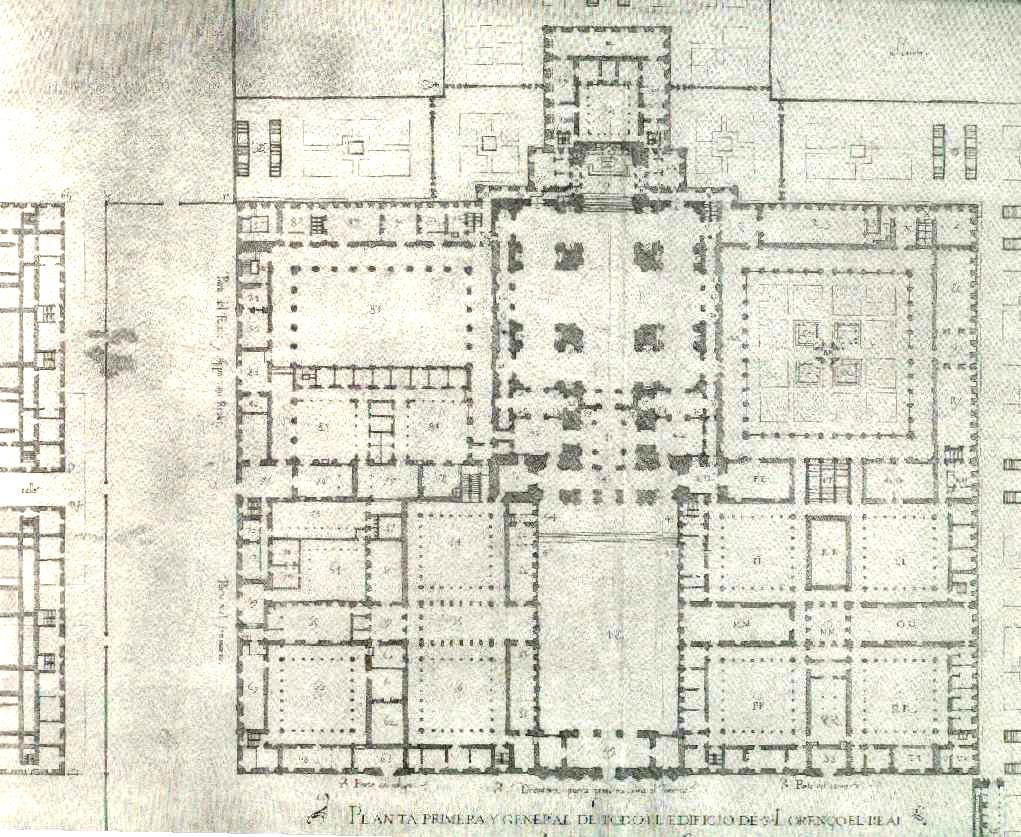
Planta de El Escorial (Juan de Herrera, 1584)

En 1928, Otlet encargó al conocido arquitecto Le Corbusier el proyecto de un «Museo Mundial» donde concentrar todo el conocimiento mundial clasificado de acuerdo con su sistema. Estaba previsto levantar el museo en las afueras de Ginebra, al servicio de las asociaciones internacionales que integraban la Sociedad de Naciones, aunque por desgracia nunca pudo llegar a construirse. El programa, muy extenso, incluía un museo, una biblioteca, una universidad, y una residencia de estudiantes, entre otras funciones, y tenía el espíritu de convertirse en un gran centro mundial, científico y educativo, un lugar utópico en el cual convergerían todas las razas y culturas humanas en un régimen de igualdad.
Cecilia O'Byrne, en su tesis sobre los museos en espiral cuadrada de Le Corbusier, citaba las influencias que reconocía el propio Le Corbusier de las pirámides babilónicas y mayas (y de su reinterpretación por Adolf Loos en 1923), de la cúpula y el pórtico de la Basílica de San Pedro, de Sargón, Nínive y Khorsabad en Irak, de Tebas y Karnak en Egipto, de Stonehenge, Santa Sofía de Constantinopla, la Acrópolis de Atenas, Micenas y Versalles e, incluso, de los ilustrados Boullée y Lequeu.
Por otra parte, el arquitecto Juan Rafael de la Cuadra ha señalado el parecido entre el proyecto del Mundaneum y la planta del Monasterio de El Escorial, probablemente debido a la impresión que causó a Le Corbusier la contemplación del monumento en su visita a España en 1928, guiado por el arquitecto Fernando García Mercadal, en un momento en que sus intereses por la arquitectura manierista eran manifiestos, según el teórico de la arquitectura Colin Rowe.

## El Mundaneum en la actualidad
Hoy en día, además de presentar un espacio para exposiciones temporales, el edificio de la organización Mundaneum en Mons alberga el centro de archivos de la Federación Valonia Bruselas de Bélgica. La colección de documentos que se conserva en el museo contiene los archivos personales de sus fundadores, libros, tarjetas postales, las tarjetas del Repertorio bibliográfico universal (Répertoire bibliographique universel – RBU), placas fotográficas, los fondos del Museo Internacional de la Prensa y otros documentos clasificados en tres colecciones: pacifismo, anarquismo y feminismo. En junio de 2013, el Repertorio bibliográfico universal fue inscrito en el Registro de la Memoria del Mundo de la Unesco.